# メフィスト評論賞
メフィスト評論賞（メフィストひょうろんしょう）は、講談社が主催し、同社の文芸雑誌『メフィスト』において募集・発表された公募の評論賞である。2019年に開催された。メフィスト賞受賞作家の作品（メフィスト賞受賞作に限らない）を題材とした評論が原則。またメフィスト賞とからめた、ミステリー評論の枠を広げるような果敢な試みも歓迎している。発案には法月綸太郎の働きかけがあった。

## 受賞作
受賞作の他にも埋もれさせるには惜しい作品があったため、正賞に加えて法月賞と円堂賞が発表された
。受賞した3作は『メフィスト』2019 VOL.3に掲載された。
- メフィスト評論賞：琳「ガウス平面の殺人――虚構本格ミステリと後期クイーン的問題――」
- 法月賞：坂嶋竜「誰がめたにルビを振る」
- 円堂賞：孔田多紀[注 1]「蘇部健一は何を隠しているのか？」[3]

## 選考委員
- 法月綸太郎、円堂都司昭